# Johan de Mornay
Johan de Mornay, född troligen 1566, död barnlös 1608, var en svensk friherre, son till Charles de Mornay.
Han studerade länge och med stor grundlighet utomlands, inskrevs 1585 vid Rostocks universitet, befann sig 1589 i Italien, var 1593 inskriven vid universitetet i Heidelberg och synes ännu 1594 vistats utrikes. Efter sin hemkomst undvek han att ta del i det politiska livet. Dock nämns han som medlem i den domstol, som på riksdagen i Linköping 1600 dömde de anklagade riksråden med flera. 
Trots sin tillbakadragna hållning var de Mornay likväl på grund av sin vänskap med Erik Larsson, Hogenskild Bielke och andra rådsherrar föremål för Karl IX:s misstankar, särskilt 1605, då han under bevakning fördes till Stockholm att undergå förhör.

## Fotnoter
1. 1 2  Johan de Mornay, Svenskt biografiskt lexikon, Svenskt Biografiskt Lexikon-ID: 17459, läs online.[källa från Wikidata]
2. ↑  Se inskrivning av Johan de Mornay i Rostocker Matrikelportal